# New York Giants 2018
La stagione 2018 dei New York Giants è stata la 94ª della franchigia nella National Football League e la prima con Pat Shurmur come capo-allenatore. La squadra veniva da una stagione terminata con un record di 3-13, il suo peggior dall'adozione del calendario a 16 squadre. Malgrado l'avere iniziato con un record di 1-7 per il secondo anno consecutivo, la squadra riuscì a terminare con 5 vittorie. La stagione fu caratterizzata dalle rimonte subite nel quarto periodo, in maniera simile al 2015. Fu la prima volta dal 1995 e 1996 che i Giants terminarono per due anni consecutivi all'ultimo posto della division. La nota più positiva fu il running back scelto come secondo assoluto nel Draft 2018 Saquon Barkley.

## Pre-stagione

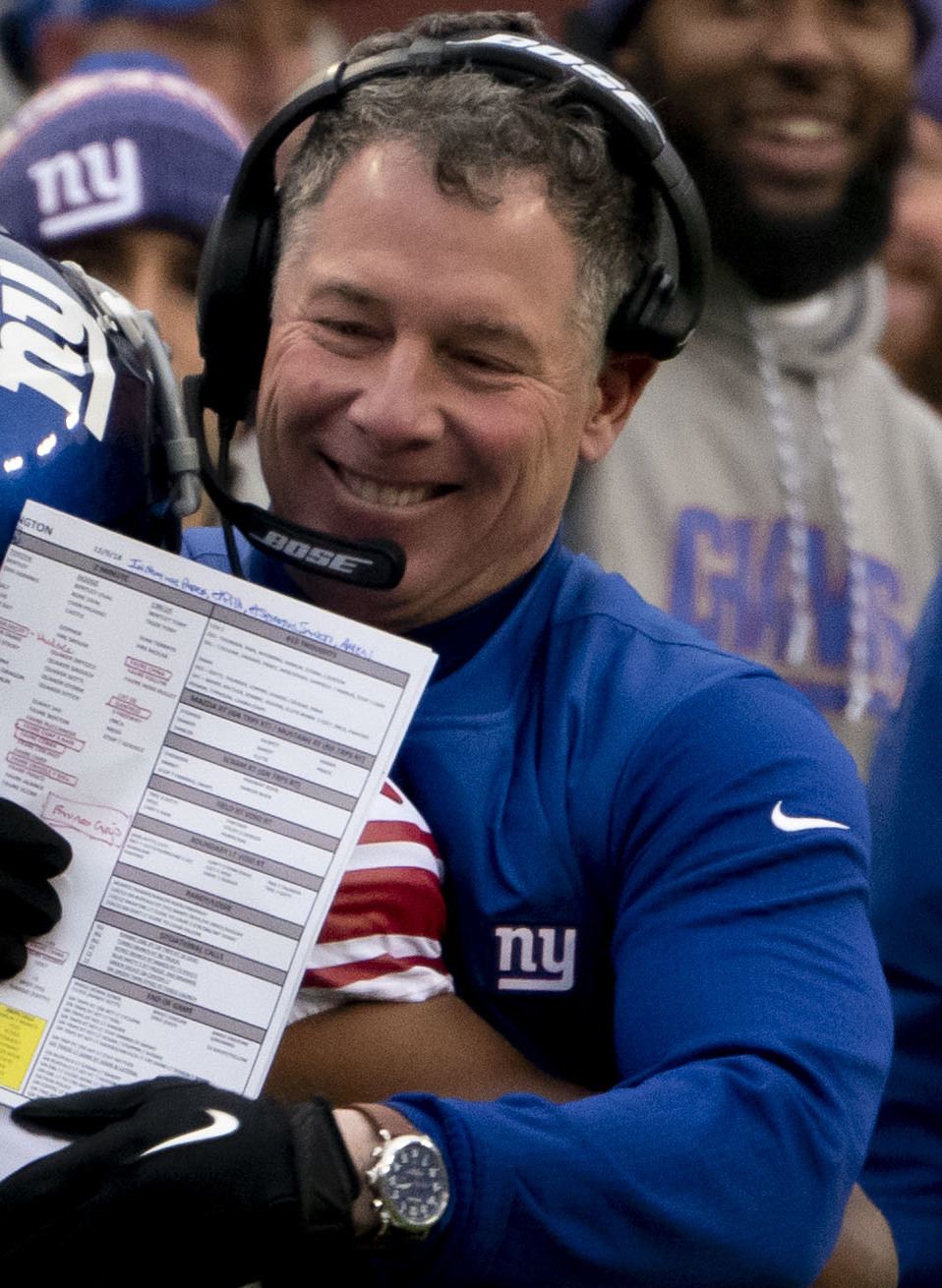
Pat Shurmur è stato scelto come nuovo capo-allenatore dei Giants dopo il licenziamento di Ben McAdoo

### Free agent ingaggiati
| Data      | Ruolo | Giocatore        | Free agent tag | Squadra nel 2017     | Note                                                                                                |
| --------- | ----- | ---------------- | -------------- | -------------------- | --------------------------------------------------------------------------------------------------- |
| 13 marzo  | RB    | Jonathan Stewart | UFA            | Carolina Panthers    | Contratto di 2 anni/$6,9 milioni.                                                                   |
| 14 marzo  | OL    | Nate Solder      | UFA            | New England Patriots | Contratto di 4 anni/$62 milioni.                                                                    |
| 14 marzo  | LB    | Kareem Martin    | UFA            | Arizona Cardinals    | Martin si riunirà con il coordinatore difensivo James Bettcher che lo aveva allenato ai Cardinals.  |
| 14 marzo  | DB    | Teddy Williams   | UFA            | Carolina Panthers    | Contratto di un anno.                                                                               |
| 14 marzo  | OL    | Patrick Omameh   | UFA            | Jacksonville Jaguars | Contratto di 3 anni/$15 milioni.                                                                    |
| 15 marzo  | DB    | Curtis Riley     | ERFA           | Tennessee Titans     | Riley si riunirà con Deshea Townsend, che lo allenò ai Titans.                                      |
| 19 marzo  | WR    | Cody Latimer     | UFA            | Denver Broncos       | Si riunirà con Tyke Tolbert, che lo allenò ai Broncos.                                              |
| 19 marzo  | DB    | B.W. Webb        | UFA            | Cleveland Browns     | Contratto di 1 anno.                                                                                |
| 19 marzo  | DE    | Josh Mauro       | UFA            | Arizona Cardinals    | Si riunirà con il suo ex-compagno di squadra Martin e con il coordinatore difensivo James Bettcher. |
| 26 marzo  | DB    | Michael Thomas   | UFA            | Miami Dolphins       | Contratto di 2 anni.                                                                                |
| 5 aprile  | DB    | William Gay      | UFA            | Pittsburgh Steelers  | Contratto di 1 anno.                                                                                |
| 22 maggio | WR    | Russell Shepard  | UFA            | Carolina Panthers    | Contratto di 1 anno/$1,3 milioni.                                                                   |
| 24 luglio | LB    | Connor Barwin    | UFA            | Los Angeles Rams     | Contratto di 2 anni/$5 milioni.                                                                     |

### Scambi di scelte
Il 7 marzo 2018, i Giants acquisirono il linebacker Alec Ogletree dai Los Angeles Rams in cambio della scelta nel 4º giro (135ª assoluta) e della scelta nel 6º giro (176ª assoluta) nel Draft NFL 2018 di questi ultimi. I Giants acquisirono inoltre una scelta nel 7º giro nel Draft NFL 2019.
Il 20 aprile 2018, i Giants acquisirono il punter Riley Dixon dai Denver Broncos in cambio di una scelta condizionale nel 7º giro del Draft NFL 2019 di questi ultimi.

## Scelte nel Draft 2018
| Scelte dei Giants nel Draft 2018 |        |                |       |            |              |
| Giro                             | Scelta | Giocatore      | Ruolo | College    | Note         |
| 1                                | 2      | Saquon Barkley | RB    | Penn State |              |
| 2                                | 34     | Will Hernandez | G     | UTEP       |              |
| 3                                | 66     | Lorenzo Carter | LB    | Georgia    |              |
| 3                                | 69     | B.J. Hill      | DT    | NC State   | Da Tampa Bay |
| 4                                | 108    | Kyle Lauletta  | QB    | Richmond   | Da Tampa Bay |
| 5                                | 139    | RJ McIntosh    | DT    | Miami (FL) |              |

Scambi di scelte

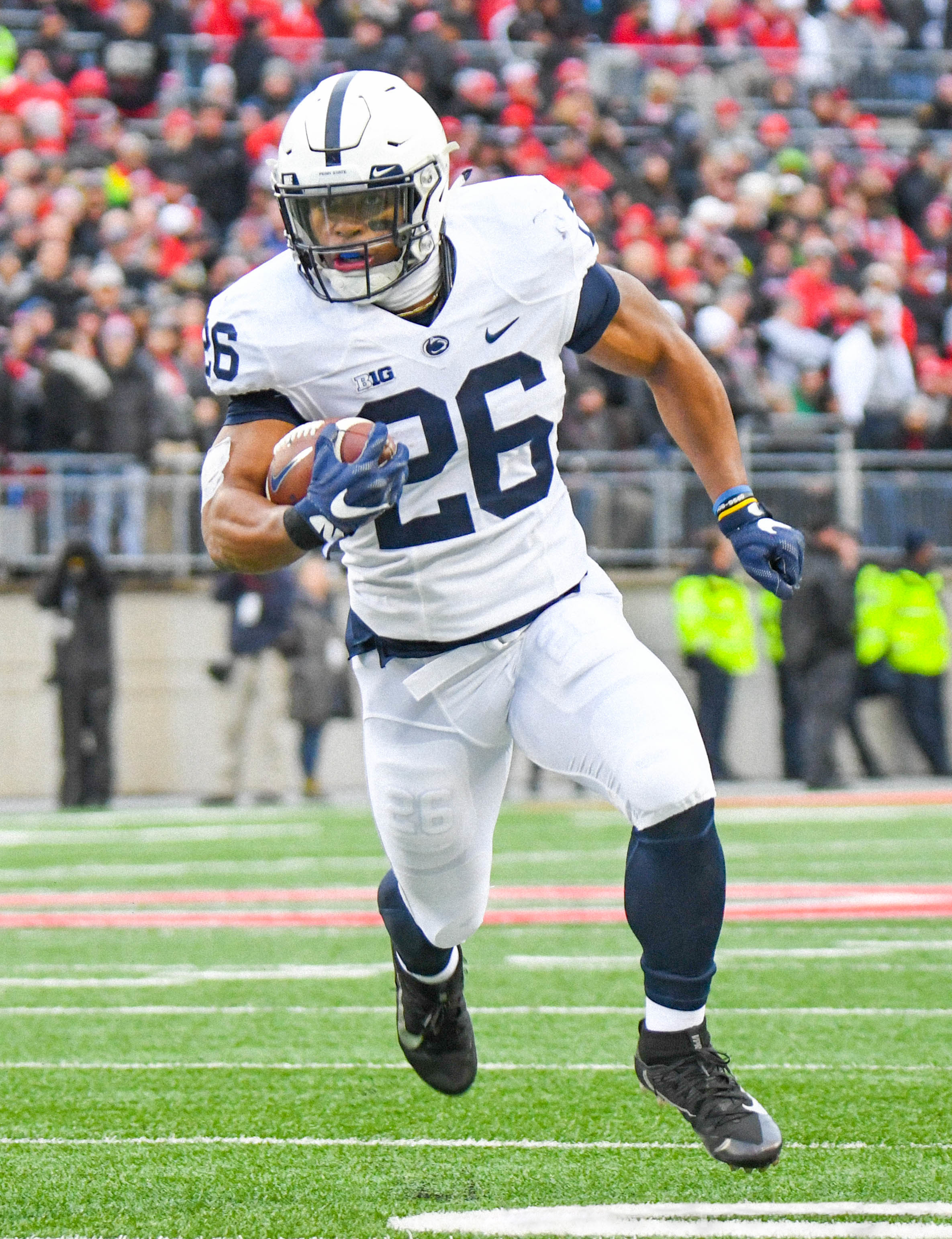
I Giants hanno scelto Saquon Barkley come secondo assoluto nel draft 2018

- I Giants scambiarono la loro scelta compensatoria nel 4º giro (135ª assoluta) e la loro scelta nel 6º giro (176ª assoluta) a Los Angeles in cambio della scelta nel 7º giro nel 2019 e del linebacker Alec Ogletree di questi ultimi.
- I Giants scambiarono la loro scelta nel 4º giro (102ª assoluta) e il loro defensive end Jason Pierre-Paul a Tampa Bay in cambio della scelta nel 3º giro (69ª assoluta) e la scelta nel 4º giro (108ª assoluta) di questi ultimi.
- I Giants scambiarono la loro scelta nel 7º giro (220ª assoluta) a Pittsburgh in cambio del defensive back Ross Cockrell di questi ultimi.
- Ai Giants fu assegnata una scelta compensatoria nel 4º giro (135ª assoluta).

Draft supplementare
- I Giants scelsero il cornerback da Western Michigan Sam Beal nel Draft supplementare 2018. Di conseguenza la squadra perderà la propria scelta nel 3º giro nel 2019.

## Staff
| Staff dei New York Giants nel 2018 |
| --- |
| Organi dirigenziali - Presidente/CEO – John Mara - Chairman/Vicepresidente Esecutivo – Steve Tisch - General manager – Dave Gettleman - Vicepresidente dell'attività sportiva – Kevin Abrams - Vicepresidente senior del personale sportivo – Chris Mara - Direttore del personale sportivo – Mark Koncz - Direttore del personale professionistico – Ken Sternfeld - Assistente del direttore del personale professionistico – Matt Shauger - Direttore degli osservatori del college – Chris Pettit - Direttore dello sviluppo dei giocatori – David Tyree Capo allenatore - Pat Shurmur Altri allenatori - Preparatore atletico – Aaron Wellman - Assistente p.a. – Thomas Stallworth - Direttore della nutrizione sportiva – Pratik Patel - Performance manager – Joe Danos Allenatori dell'attacco - Coordinatore offensivo/Quarterback – Mike Shula - Running back – Craig Johnson - Wide receiver – Tyke Tolbert - Tight end – Lunda Wells - Offensive line – Hal Hunter - Assistente offensive line – Ben Wilkerson - Assistente offensivo – Ryan Roeder Allenatori della difesa - Coordinatore difensivo – James Bettcher - Defensive line – Gary Emanuel - Linebacker – Bill McGovern - Assistente linebacker – Rob Leonard - Defensive back – Lou Anarumo - Assistente defensive back – Deshea Townsend - Assistente difensivo – Bobby Blick Allenatori dello special team - Coordinatore dello special team – Thomas McGaughey - Assistente special team – Anthony Blevins - Assistente special team – Tom Quinn |

## Roster
| Roster dei New York Giants nel 2018 |
| --- |
| Quarterback - 10 Eli Manning - 3 Alex Tanney - 17 Kyle Lauletta Running Back - 26 Saquon Barkley - 22 Wayne Gallman - 39 Elijhaa Penny FB Wide Receiver - 13 Odell Beckham - 12 Cody Latimer KR - 81 Russell Shepard - 87 Sterling Shepard - 80 Jawill Davis Tight End - 88 Evan Engram - 85 Rhett Ellison - 82 Scott Simonson - 47 Garrett Dickerson Offensive Linemen - 76 Nate Solder T - 63 Chad Wheeler T - 68 Brian Mihalik T - 73 John Greco G - 70 Patrick Omameh G - 77 Spencer Pulley G - 71 Will Hernandez G - 67 Evan Brown C Defensive Linemen - 99 Mario Edwards Jr. DE - 94 Dalvin Tomlinson DE - 95 B.J. Hill DE - 72 Kerry Wynn DE - 97 Josh Mauro DE - 98 Damon Harrison NT - 91 John Jenkins NT Linebacker - 54 Olivier Vernon OLB - 53 Connor Barwin OLB - 59 Lorenzo Carter OLB - 96 Kareem Martin OLB - 55 Ray-Ray Armstrong ILB - 58 Tae Davis ILB - 93 B.J. Goodson ILB - 52 Alec Ogletree ILB - 57 Nate Stupar ILB Defensive Back - 24 Eli Apple CB - 20 Janoris Jenkins CB - 38 Donte Deayon CB - 30 Antonio Hamilton CB - 33 Mike Jordan CB - 23 B.W. Webb CB - 36 Sean Chandler FS - 35 Curtis Riley FS - 29 Kamrin Moore FS - 21 Landon Collins SS - 31 Michael Thomas SS Special Team - 51 Zak DeOssie LS - 9 Riley Dixon P - 2 Aldrick Rosas K Lista delle riserve - 28 Jonathan Stewart RB (IR) - 23 Paul Perkins RB (NF-Inj.) - 83 Stacy Coley WR (IR) - 75 Jon Halapio C (IR) - 65 Nick Gates G (IR) - 90 R.J. McIntosh DE (NF-Ill.) - 60 Kristjan Sokoli DE (IR) - 79 Jordan Williams OLB (IR) - 41 Sam Beal CB (IR) Squadra di allenamento - 27 Jhurell Pressley RB - 25 Robert Martin RB - 84 Alonzo Russell WR - 15 Quadree Henderson WR - 64 Victor Salako OT - -- Jylan Ware OT - 79 Avery Moss OLB - 45 Ukeme Eligwe ILB - 34 Grant Haley CB - 8 Marshall Koehn K 53 attivi, 9 inattivi, 10 nella squadra di allenamento |
| Legenda - I rookie sono in corsivo. - Il primo ruolo è il principale mentre gli eventuali successivi indicano i ruoli secondari. - (IR) sta per Injured Reserve ed indica la lista ristretta per un solo giocatore infortunato che può tornare ad allenarsi dopo la settimana 6 e a rientrare in prima squadra dopo che questa ha giocato 8 partite. - (NF-Inj.) / (NF-Ill.) stanno rispettivamente per Non-Football Injured e Non-Football Illness ed indicano le liste dove viene inserito un giocatore che ha un infortunio o una malattia non dipendente dal football americano. - (PUP) sta per Physically Unable to Perform ed indica la lista dove viene inserito un giocatore mentre è in attesa di recuperare la condizione fisica. Nella stagione regolare dopo la sesta partita giocata dalla propria squadra, il giocatore ha tempo tre settimane per riprendere ad allenarsi, più tre settimane aggiuntive dal suo rientro agli allenamenti per rientrare in prima squadra. |

## Calendario

### Precampionato

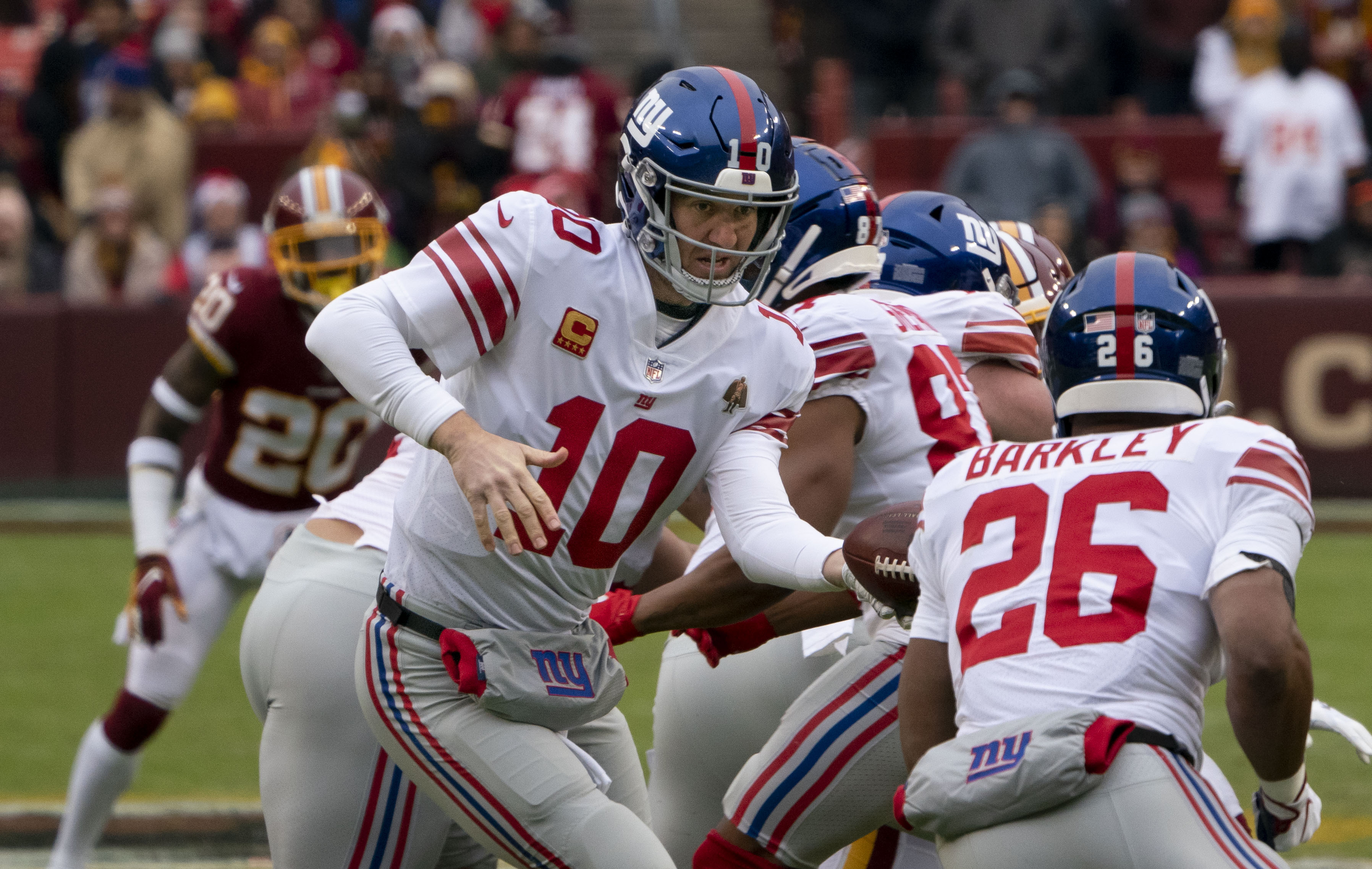
La partita della settimana 14 contro Washington

| Precampionato |       |                      |           |        |                 |         |
| Settimana     | Data  | Avversario           | Risultato | Record | Stadio          | Sintesi |
| 1             | 09/08 | Cleveland Browns     | S 10–20   | 0–1    | MetLife Stadium | Sintesi |
| 2             | 17/08 | at Detroit Lions     | V 30–17   | 1–1    | Ford Field      | Sintesi |
| 3             | 24/08 | at New York Jets     | V 22–16   | 2–1    | MetLife Stadium | Sintesi |
| 4             | 30/08 | New England Patriots | S 12–17   | 2–2    | MetLife Stadium | Sintesi |

### Stagione regolare
Il calendario per la stagione regolare è stato annunciato il 19 aprile 2018.
| Stagione regolare |                        |                    |                    |                         |                    |
| Turno             | Avversario             | Risultato          | Record             | Stadio                  | Sintesi            |
| 1                 | Jacksonville Jaguars   | S 15–20            | 0–1                | MetLife Stadium         | Recap              |
| 2                 | at Dallas Cowboys      | S 13–20            | 0–2                | AT&T Stadium            | Recap              |
| 3                 | at Houston Texans      | V 27–22            | 1–2                | NRG Stadium             | Recap              |
| 4                 | New Orleans Saints     | S18–33             | 1–3                | MetLife Stadium         | Recap              |
| 5                 | at Carolina Panthers   | S 31–33            | 1–4                | Bank of America Stadium | Recap              |
| 6                 | Philadelphia Eagles    | S 13–34            | 1–5                | MetLife Stadium         | Recap              |
| 7                 | at Atlanta Falcons     | S 20–23            | 1–6                | Mercedes-Benz Stadium   | Recap              |
| 8                 | Washington Redskins    | S 13–20            | 1–7                | MetLife Stadium         | Recap              |
| 9                 | Settimana di pausa     | Settimana di pausa | Settimana di pausa | Settimana di pausa      | Settimana di pausa |
| 10                | at San Francisco 49ers | V 27–23            | 2–7                | Levi's Stadium          | Recap              |
| 11                | Tampa Bay Buccaneers   | V 38–35            | 3–7                | MetLife Stadium         | Recap              |
| 12                | at Philadelphia Eagles | S 22–25            | 3–8                | Lincoln Financial Field | Recap              |
| 13                | Chicago Bears          | V 30–27 (DTS)      | 4–8                | MetLife Stadium         | Recap              |
| 14                | at Washington Redskins | V 40–16            | 5–8                | FedEx Field             | Recap              |
| 15                | Tennessee Titans       | S 0–17             | 5–9                | MetLife Stadium         | Recap              |
| 16                | at Indianapolis Colts  | S 27–28            | 5–10               | Lucas Oil Stadium       | Recap              |
| 17                | Dallas Cowboys         | S 35–36            | 5–11               | MetLife Stadium         | Recap              |

Note
- Gli avversari della propria division sono in grassetto.

## Classifiche

### Division
| NFC East            | NFC East | NFC East | NFC East | NFC East | NFC East | NFC East | NFC East | NFC East |
| vedi • disc. • mod. | V        | S        | P        | PCT      | DIV      | CONF     | PF       | PS       |
| ------------------- | -------- | -------- | -------- | -------- | -------- | -------- | -------- | -------- |
| Dallas Cowboys      | 7        | 5        | 0        | .583     | 3–1      | 6–3      | 247      | 223      |
| Philadelphia Eagles | 7        | 7        | 0        | .500     | 3–1      | 4–5      | 258      | 266      |
| Washington Redskins | 6        | 6        | 0        | .500     | 2–2      | 6–4      | 233      | 257      |
| New York Giants     | 5        | 8        | 0        | .385     | 0–4      | 3–7      | 267      | 315      |
|                     |          |          |          |          |          |          |          |          |
|                     |          |          |          |          |          |          |          |          |

### Conference
| National Football Conference           | National Football Conference | National Football Conference | National Football Conference | National Football Conference | National Football Conference | National Football Conference | National Football Conference | National Football Conference | National Football Conference | National Football Conference |
| Pos.                                   | Squadra                      | Division                     | V                            | S                            | P                            | PCT                          | DIV                          | CONF                         | SOS                          | SOV                          |
| Capolista di Division                  | Capolista di Division        | Capolista di Division        | Capolista di Division        | Capolista di Division        | Capolista di Division        | Capolista di Division        | Capolista di Division        | Capolista di Division        | Capolista di Division        | Capolista di Division        |
| -------------------------------------- | ---------------------------- | ---------------------------- | ---------------------------- | ---------------------------- | ---------------------------- | ---------------------------- | ---------------------------- | ---------------------------- | ---------------------------- | ---------------------------- |
| 1                                      | Los Angeles Rams             | West                         | 13                           | 3                            | 0                            | .813                         | 4–0                          | 7–1                          | .493                         | .462                         |
| 2                                      | New Orleans Saints           | South                        | 13                           | 3                            | 0                            | .813                         | 2–1                          | 7–2                          | .486                         | .483                         |
| 3                                      | Chicago Bears                | North                        | 9                            | 4                            | 0                            | .692                         | 3–1                          | 6–2                          | .417                         | .380                         |
| 4                                      | Dallas Cowboys               | East                         | 8                            | 6                            | 0                            | .571                         | 3–1                          | 6–3                          | .500                         | .452                         |
| Wild Card                              |                              |                              |                              |                              |                              |                              |                              |                              |                              |                              |
| 5                                      | Seattle Seahawks             | West                         | 10                           | 6                            | 0                            | .625                         | 2–2                          | 6–3                          | .510                         | .339                         |
| 6                                      | Minnesota Vikings            | North                        | 6                            | 5                            | 1                            | .542                         | 2–1–1                        | 5–3–1                        | .479                         | .313                         |
| Non qualificati per i play-off         |                              |                              |                              |                              |                              |                              |                              |                              |                              |                              |
| 7                                      | Carolina Panthers            | South                        | 6                            | 6                            | 0                            | .500                         | 1–2                          | 4–5                          | .469                         | .472                         |
| 8                                      | Philadelphia Eagles          | East                         | 9                            | 7                            | 0                            | .563                         | 3–1                          | 4–5                          | .476                         | .389                         |
| 9                                      | Washington Redskins          | East                         | 6                            | 7                            | 0                            | .462                         | 2–2                          | 6–4                          | .496                         | .410                         |
| 10                                     | Tampa Bay Buccaneers         | South                        | 5                            | 7                            | 0                            | .417                         | 2–2                          | 4–5                          | .479                         | .475                         |
| 11                                     | Green Bay Packers            | North                        | 5                            | 7                            | 1                            | .423                         | 1–2–1                        | 2–6–1                        | .507                         | .417                         |
| 12                                     | Atlanta Falcons              | South                        | 4                            | 8                            | 0                            | .333                         | 2–2                          | 4–4                          | .542                         | .438                         |
| 13                                     | New York Giants              | East                         | 5                            | 8                            | 0                            | .385                         | 0–4                          | 3–7                          | .507                         | .500                         |
| 14                                     | Detroit Lions                | North                        | 4                            | 8                            | 0                            | .333                         | 1–3                          | 2–7                          | .542                         | .531                         |
| 15                                     | Arizona Cardinals            | West                         | 3                            | 9                            | 0                            | .250                         | 2–2                          | 3–5                          | .514                         | .236                         |
| 16                                     | San Francisco 49ers          | West                         | 2                            | 10                           | 0                            | .167                         | 0–4                          | 1–8                          | .479                         | .250                         |
| Criteri di spareggio                   |                              |                              |                              |                              |                              |                              |                              |                              |                              |                              |
| 1. 2. 3.                               |                              |                              |                              |                              |                              |                              |                              |                              |                              |                              |
| Legenda                                |                              |                              |                              |                              |                              |                              |                              |                              |                              |                              |
| w — wild card ottenuta                 |                              |                              |                              |                              |                              |                              |                              |                              |                              |                              |
| x — partecipazione ai playoff ottenuta |                              |                              |                              |                              |                              |                              |                              |                              |                              |                              |
| y — campioni di division               |                              |                              |                              |                              |                              |                              |                              |                              |                              |                              |
| z — salto del primo turno di play-off  |                              |                              |                              |                              |                              |                              |                              |                              |                              |                              |
| * — vantaggio del campo ottenuto       |                              |                              |                              |                              |                              |                              |                              |                              |                              |                              |

## Premi
- Saquon Barkley:

rookie offensivo dell'anno

### Premi settimanali e mensili
- Saquon Barkley:

rookie della settimana 6
giocatore offensivo della NFC della settimana 11
running back della settimana 11
- Aldrick Rosas:

giocatore degli special team della NFC della settimana 13